# Carlo Teodoro di Salm
Carlo Teodoro Ottone di Salm, vilgravio di Daun e Kyrburg, renegravio di Stein (Anholt, 7 luglio 1645 – Aquisgrana, 10 novembre 1710), fu il quarto principe di Salm, signore di Anholt e detentore di ulteriori possedimenti. Fu feldmaresciallo imperiale, gran maestro di corte, educatore e primo consigliere segreto dell'imperatore Giuseppe I.

## Biografia
Figlio di Leopoldo Filippo Carlo e di sua moglie, Maria Anna di Bronckhorst-Batenburg, una nobildonna olandese originaria della Gheldria, erede della splendida Anholt. Sua nonna paterna era Cristina di Croÿ-Havré, una nipote di Anna di Lorena.
Nel 1654 suo padre ricevette il voto virile nel collegio dei principi Imperiali per la contea principesca di Salm.
Egli stesso sposò Godefrieda Maria Anna, contessa von Huyn-Geleen nel 1664, erede della contea di Wachtendonk. Godefrieda morì nel 1667 e Carlo Teodoro si risposò con la contessa palatina Luisa Maria (1647-1679), figlia di Edoardo, conte palatino di Simmern e di Anna Maria di Gonzaga-Nevers, che gli portò in eredità ricche tenute in Champagne.
Con l'estinzione della linea del conte del Reno di Kyrburg, anche la contea di Kyrburg passò a lui. In un primo momento ebbe difficoltà a mantenere il voto virile al Reichstag. Tuttavia, alla fine, tale diritto è stato riconosciuto dagli altri membri. Quando soggiornava nelle sue tenute, di solito risiedeva al castello di Anholt, che da medievale, trasformò in palazzo barocco, chiamando Thomas Thomassini di Milano come costruttore. I giardini sono stati ridisegnati in modo rappresentativo.
Dopo la morte di suo padre fu per alcuni anni sotto la tutela del duca di Lorena. Fin dalla tenera età fu destinato alla carriera militare, pertanto, studiò presso l'accademia militare di Parigi.
Si arruolò in un reggimento nel 1667 e di nuovo nel 1672 in cui combatté intorno all'assedio di Maastricht del 1663 e, l'anno dopo, nella battaglia di Seneffe al servizio spagnolo nei Paesi Bassi spagnoli contro i francesi.
Intorno al 1682 passò al grado di luogotenente feldmaresciallo nell'esercito imperiale. Prese parte alla battaglia di Vienna nel 1683 e fu poi nominato generale di cavalleria. L'anno successivo prense parte alla campagna contro gli ottomani in Ungheria, vincendo a Buda.

## Discendenza
Dal matrimonio con la contessa Godofreda Maria Anna Huyn von Geelen nacque:
- Maria Goffreda Dorotea di Salm (1667-1732)

⚭ 1687 Leopoldo Ignazio, IV principe di Dietrichstein (1660-1708).
Dal matrimonio con Luisa Maria del Palatinato ebbe:
- Luisa (1672–?), suora a Nancy;
- Luigi Ottone (1674–1738), principe di Salm

⚭ 1700 principessa Albertina Giovanna di Nassau-Hadamar (1679–1716);
- Luisa Apollonia (1677–1678);
- Eleonora Cristina (1678–1737);

⚭ 1713 Conrard-Albert, 1º duca d'Ursel (1663–1738).